# Четара
Чѐтара (на италиански: Cetara) е град и община в Южна Италия.

## География
Четара е морско курортно градче в област (регион) Кампания на провинция Салерно. Разположен е на северния бряг на Салернския залив. Той е град от Амалфийското крайбрежие. На около 10 км в източна посока се намира провинциалния център Салерно. На около 60 км на северозапад е град Неапол. На около 3 км след Четара в западна посока е друг живописен морски курортен град Майори. На изток на около 7 км до Четара е град Виетри сул Маре, също морски курорт. Население 2358 жители към 1 април 2009 г.

## Икономика
Основни отрасли в икономиката на града са риболовът и морския туризъм.

## Побратимени градове
- Сет, Франция от 2003 г.